# Pierre Imbert (vielleur)
Pour les articles homonymes, voir Pierre Imbert.
Pierre Imbert (né le 25 juin 1954 à Lyon et mort à Vancouver le 16 août 2001) est un ethnomusicologue et vielleux français.
Il a collecté de nombreux enregistrements d'interprétations de vielle à roue en France à la fin du XXe siècle. Il a également contribué à de nombreuses interprétations de musique traditionnelle française, dans le cadre d'au moins trois ensembles, « Grand Rouge », « Lo Jai » et « Cordes en folie », en France et au Canada.
Pierre Imbert a par ailleurs coordonné un ouvrage sur la vielle à roue, Vielle à roue, territoires illimités, publié en 1996.